# 塞塞 (杜省)
塞塞（法語：Cessey，法語發音：[sesɛ]）是法国杜省的一个市镇，属于贝桑松区。

## 地理
塞塞（47°6'31"N, 5°54'51"E）面积7.53 平方千米，位于法国勃艮第-弗朗什-孔泰大區杜省，该省份为法国东部内陆省份，北起上索恩省，西接汝拉省，东部及东南部与瑞士接壤，东北部与贝尔福地区省接壤。
与塞塞接壤的市镇（或旧市镇、城区）包括：沃尔日莱潘、帕朗蒂讷、坎热、沙尔奈。

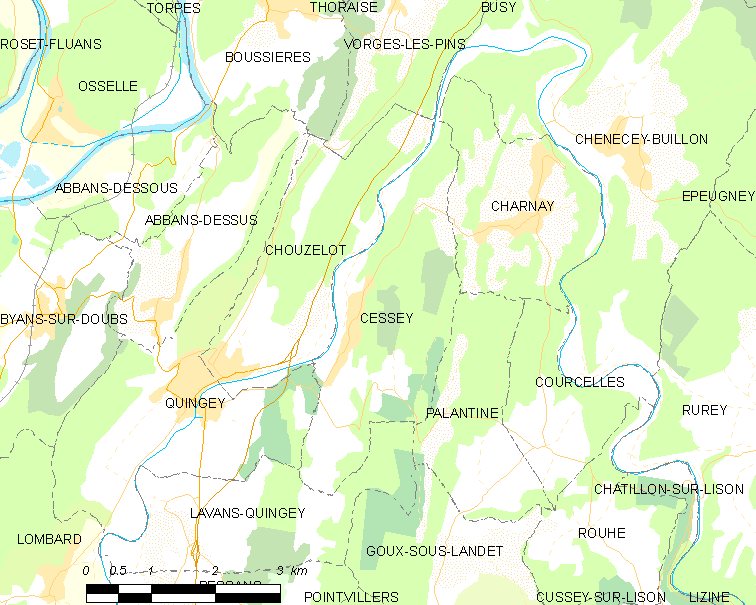
的OSM定位图

塞塞的时区为UTC+01:00、UTC+02:00（夏令时）。

## 行政
塞塞的邮政编码为25440，INSEE市镇编码为25109。

## 政治
塞塞所属的省级选区为圣维特县。

## 人口

1962-2008年间人口变化图示

塞塞于2022年1月1日时的人口数量为321人。